# Rasura
Rasura är en ort och kommun i provinsen Sondrio i regionen Lombardiet i Italien. Kommunen hade 290 invånare (2018).